# Campionato italiano femminile di hockey su ghiaccio 2005-2006
Nella stagione 2005-06, il Campionato italiano femminile di hockey su ghiaccio prevedeva la sola serie A.

## Serie A
Solo quattro le squadre al via: Eagles Ice Team Bolzano, Agordo Hockey, HC Lario Halloween e HC All Stars Piemonte. La stagione è iniziata al termine della EWHL, l'Alpenliga al femminile. Un girone di andata e ritorno determina la griglia dei play-off, con semifinali e finale.

### Classifica finaleRegular Season
| Squadra   | Pt. | Vinte | Nulle | Perse | GF | GS |
| --------- | --- | ----- | ----- | ----- | -- | -- |
| Agordo    | 11  | 5     | 1     | 0     | 29 | 7  |
| Bolzano   | 9   | 4     | 1     | 1     | 32 | 7  |
| Halloween | 3   | 1     | 1     | 4     | 9  | 29 |
| Piemonte  | 1   | 0     | 1     | 5     | 9  | 36 |

### Play-Off

#### Semifinali
```
Gara 1
 - 23 dicembre 
2005

Eagles Bolzano - HC Lario Halloween 8-2
Agordo Hockey - HC All Stars Piemonte 5-0
```

```
Gara 2
 - 7 gennaio 
2006

HC Lario Halloween - Eagles Bolzano 0-4
```

#### Finali

##### 3º/4º Posto
```
Gara 1
 - 15 gennaio 
2006

HC Lario Halloween - HC All Stars Piemonte 2-3
```

```
Gara 2
 - 22 gennaio 
2006

HC All Stars Piemonte - HC Lario Halloween 1-2
```

```
Gara 3
 - 8 aprile 
2006
¹
HC Lario Halloween - HC All Stars Piemonte 2-1 d.r.
```

¹ la gara, inizialmente prevista per il 29 gennaio, è slittata prima a causa dei problemi al palaghiaccio di Como dovuti ad un'abbondante nevicata, poi per la partecipazione della nazionale alle Olimpiadi di Torino.

##### 1º/2º Posto
```
Gara 1
 - 14 gennaio 
2006

Agordo Hockey - Eagles Bolzano 1-4
```

```
Gara 2
 - 22 gennaio 
2006

Eagles Bolzano - Agordo Hockey 9-2
```

L'Hockey Club Eagles Bolzano vince il suo settimo titolo. Formazione campione d'Italia: Luana Frasnelli, Giulia Mazzocchi e Doris Pernter (portieri); Maria Grazia Alberghina, Valentina Bettarini, Alessandra De David, Francesca Dolce, Anna Florian, Elena Landi, Anne Pallaoro, Elisa Pavan e Katharina Sparer (difensori); Evelyn Bazzanella, Karin Bianchini, Celeste Bissardella, Sabina Florian, Valeria Guglielmino, Barbara Hafner, Sabrina Hofer, Waltraud Kaser, Maria Leitner, Kathrin Rainer, Franziska Schatzer e Silvia Toffano (attaccanti).